# Sita Buzăului
Sita Buzăului – wieś w Rumunii, w okręgu Covasna, w gminie Sita Buzăului. W 2011 roku liczyła 3502 mieszkańców.